# Петрела Тифернина
Петрѐла Тифернѝна (на италиански: Petrella Tifernina, на местен диалект a Pëtrèllë, а Пътрелъ) е село и община в Южна Италия, провинция Кампобасо, регион Молизе. Разположено е на 651 m надморска височина. Населението на общината е 1245 души (към 2010 г.).